# Cathédrale Saint-Augustin d'Odienné
Cette  cathédrale n’est pas la seule cathédrale Saint-Augustin.
La cathédrale Saint-Augustin d'Odienné est le siège du diocèse d'Odienné en Côte d'Ivoire. Elle est dédiée à saint Augustin.